# Darryl Verdonk
Darryl Verdonk (28 maart 1996) is een Nederlands kickbokser en voormalig wereldkampioen Enfusion tot 70 kilogram.

## Carrière

### Enfusion
In 2017 maakte hij zijn professionele debuut bij Enfusion, waar hij zijn wedstrijd in de eerste ronde won op knock-out. In september 2022 won Verdonk de wereldtitel tot 70 kilogram door middel van technische knock-out in de vierde ronde. Hij verloor de titel in februari 2023 aan de Marokkaans-Nederlandse Ilias Zouggary.
Whowillwinfighting
Won in 2024 de trofee voor favoriete vechter van het jaar gekozen door de volgers van @whowillwinfighting op Instagram.

### K-1
Op 20 maart 2024 maakte Verdonk een succesvol debuut bij K-1 tegen de Japanner Hiromi Wajima. De wedstrijd werd in de eerste ronde beslist door middel van knock-out. Hiermee plaatste Verdonk zich voor het K-1 World MAX toernooi op 7 juli 2024 in Tokio.

## Privéleven
Verdonk is de broer van profvoetballer Calvin Verdonk.